# Rubkona
Rubkona, Rub Kona ou Rub-Koni é uma cidade localizada no estado de Unidade, no Sudão do Sul. É ligada por uma ponte com a capital do estado, Bentiu. Rubkona é o centro administrativo de um condado homônimo.

## História
Durante a Segunda Guerra Civil Sudanesa (1983-2005), as condições eram extremamente precárias e perigosas na cidade. Refugiados do campo mudaram-se para a cidade, procurando mais segurança. Após o acordo de paz, assinado em janeiro de 2005, houve grandes melhorias. 